# Ото
Ото или Отои (на английски: Oto, Otoe) е северноамериканско индианско племе от Големите равнини, но това не е тяхната прародина. Първоначално ото живеят северно от Големите езера като част от племето уинебаго. В средата на 16 век уинебаго се изместват на юг до Грийн Бей, където ото, заедно с айова и мисури се отделят и се преместват на запад към Големите равнини. След няколко премествания и след като трите групи се разделят, накрая ото се установяват на река Мисури в близост до устието на река Плат. След подписването на няколко договора със Съединените щати, през 1854 г. те отстъпват всичките си земи в замяна на малък резерват на Биг Блу в Небраска. Тук престояват до 1882 г., когато се преместват заедно с мисури в Оклахома. През 1998 г. обединеното племе ото-мисури в Оклахома наброява 1520 души. Езика им е почти идентичен с езиците на айова и мисури и близък с езика на уинебаго. Заедно четирите езика образуват групата Чевире на Сиукското езиково семейство.

## Култура
Ото е полууседнало племе, живеещо в автономни села. Хората били организирани в 7 патрилинейни клана, групирани в две части. Двама главни вождове и наследствени вождове на клановете формирали заедно племенния съвет. Основно жилище е полуземлянка (earth lodge). По време на лов и пътуване използвали кожени типита. Жените отглеждали царевица, боб и тикви покрай реките. Мъжете ловували бизони и други животни. Жените още събирали растителни храни, ядки, корени и плодове. Също така ловели и риба. Сдобиват се с коне в началото на 18 век. Облеклото е типичното за равнините, кожени ризи, гамаши, мокасини и набедреник. Кожени рокли за жените.

## История
Според устната история ото са били част от уинебаго, заедно с мисури и айова и са живели северно от Големите езера. През 16 век мигрират на юг, където близо до Грийн Бей групите айова, ото и мисури се отделят от уинебаго и се измества на запад. Айова остават в Айова, а ото и мисури продължават до Мисури близо до устието на Гранд Ривър. Тук ото и мисури се разделят заради кавга, която се приписва на любовна афера между децата на главните вождове. След разделянето ото продължават нагоре по Мисури и се установяват в близост до устието на река Плат. Търговията с французите започва скоро, след като Жак Маркет и Луи Жолие се срещат с ото през 1673 г. Между 1680 г. и 1717 г. живеят в горната част на река Айова, а след това се преместват на река Блу Еърт. От 1717 до 1854 г. живеят на различни места по река Плат.
Съобщава се, че между 1717 г. и 1841 г. живеят в 4 села до река Плат. През 1819 г. половината от племето айова, симпатизиращи на американците по време на войната от 1812 г. се присъединяват към съюза на ото и мисури. През 1820 г. общото им село е опожарено от сауките. Скоро след това айова се връщат при роднините си. Кавга между двама влиятелни вождове води до разделянето на племето в две села. В резултат на войните и болестите населението им намалява значително и те се принуждават да се съюзят с поуните и да живеят под тяхна защита. През 1854 г. продават всичките си земи за сметка на малък резерват в Биг Блу в щата Небраска, споделен с роднините им мисури, в който живеят до 1882 г. През 1880 г. част от тях се преместват в Индианската територия, на земя на сауките и фоксите. През 1882 г. останалите, заедно с мисури се присъединяват към роднините си.